# Karl-Heinz Liese
Karl-Heinz Liese (* 26. Oktober 1923; † 27. Juni 2019 in Hamburg) war ein deutscher Fußballspieler.

## Karriere
Liese gehörte schon während des Zweiten Weltkriegs zum Nachwuchs bei Eintracht Braunschweig. Er spielte nach dem Kriegsende  ab der Saison 1946/47 für den TSV Braunschweig, der sich ab 1. April 1949 wieder in Eintracht Braunschweig umbenannte, im Rahmen der Britischen Zonenmeisterschaft in der Oberliga Niedersachsen Süd. Anschließend bestritt er zwei Spielzeiten in der Oberliga Nord und kam hierbei zu 34 Einsätzen.
Die Saison 1949/50 spielte er dann für den Ligakonkurrenten FC St. Pauli. Mit neun Punkten hinter dem Hamburger SV schloss seine Mannschaft die Saison als Zweitplatzierter ab und nahm infolgedessen auch an der Endrunde um die Deutsche Meisterschaft teil. Das Endrundenaus erfolgte im Viertelfinale gegen die SpVgg Fürth mit 2:3 – trotz einer 2:0-Führung – am 4. Juni 1950 in Gelsenkirchen.
Zur Saison 1950/51 wechselte er gemeinsam mit Rolf Börner  zum Stadt- und Ligakonkurrenten Hamburger SV und spielte für diesen bis 1958. Während seiner Vereinszugehörigkeit gewann er – mit Ausnahme der Saison 1953/54 – siebenmal die Norddeutsche Meisterschaft. Aufgrund dieser Erfolge nahm er mit seiner Mannschaft entsprechend auch an den jeweiligen Endrunden um die Deutsche Meisterschaft teil und bestritt insgesamt 31 Endrundenspiele bis 1957. Dabei gelang 1957 der Finaleinzug, als der Meistertitel durch eine 1:4-Niederlage gegen Titelverteidiger Borussia Dortmund vor 76.000 Zuschauern in Hannover verpasst wurde. Ein Jahr zuvor, am 5. August 1956, erreichte er mit dem Hamburger SV das Finale um den nationalen Vereinspokal, das im Karlsruher Wildparkstadion vor 25.000 Zuschauern mit 1:3 gegen den Karlsruher SC verloren wurde. Für den Hamburger SV absolvierte er insgesamt 226 Pflichtspiele und erzielte dabei 24 Tore.

## Erfolge
- Zweiter der Deutschen Meisterschaft 1957
- DFB-Pokal-Finalist 1956
- Meister der Oberliga Nord 1951, 1952, 1953, 1955, 1956, 1957, 1958